# Gaweinstal
Gaweinstal är en ort och kommun i Österrike. Den ligger i distriktet Mistelbach i förbundslandet Niederösterreich, 30 km nordost om huvudstaden Wien. 
Kommunen består av sex orter (Ortschaften) (inom parentes invånarantal 1 januari 2024):

- Atzelsdorf (305)
- Gaweinstal (1 683)
- Höbersbrunn (303)
- Martinsdorf (294)
- Pellendorf (448)
- Schrick (1 101)